# Ankaraobato (Marovoay)
Ankaraobato est une commune urbaine malgache située dans la partie centre de la région de Boeny.

## Géographie
Localisation : Ankaraobato est une commune rurale située dans la région Boeny de Madagascar.
Coordonnées géographiques : 
Latitude : 18°54′00″ Sud  
Longitude : 47°28′00″ Est
Superficie : 3,75 km².
Proximité : Localisée à 8 km de la capitale Antananarivo, sur la Route Nationale 7 (RN7), la commune est délimitée à l'Est par la rivière Sisaony.

## Démographie
Population : En 2019, Ankaraobato comptait 20 969 habitants selon le recensement.

## Économie
Proximité d'Antananarivo : La proximité de la capitale laisse supposer une économie mixte combinant des activités rurales (agriculture) et des activités urbaines (commerce, services).
Infrastructure routière : La présence de la Route Nationale 4 facilite les échanges commerciaux avec Antananarivo et les localités voisines.